# Abadia de São Dunstan
Abadia de São Dunstan, Plymouth foi uma abadia em Plymouth, Devon, Inglaterra. As Irmãs da Santíssima Trindade sob Priscilla Lydia Sellon com o apoio de Henry Phillpotts, Bispo de Exeter fundaram um convento anglicano em New North Road.
O edifício gótico foi projectado por William Butterfield e construído por volta de 1850.
Por volta de 1906, a maioria das freiras foi embora e o prédio foi convertido na Escola para Meninas da Abadia de São Dunstan. Desde 2000 foi convertido em apartamentos e casas.